# Мажоритарный элемент

Схема мажоритарного элемента для трёх входов.

Мажорита́рный элеме́нт (мажоритарный клапан, переключатель по большинству, ППБ) — логический элемент из класса пороговых, с чётным или нечётным числом входов и одним выходным сигналом, значение которого совпадает со значением на большинстве входов. При чётном числе входов большинством считается n/2+1, соответственно, n/2 к большинству не относится. Таким образом, элемент работает по «принципу большинства»: если на большинстве входов будет сигнал «1», то и на выходе схемы установится сигнал «1»; и наоборот, если на большинстве входов будет сигнал «0», то и на выходе установится «0».
В бинарных двоичных функциях с унарным выходом, в которых только два входа, мажоритарный клапан «вырождается» в логическую функцию 2И, так как большинством из двух является n/2+1 = 2/2+1 = 1+1 = 2.
Под мажоритарным элементом также понимают устройство, реализующее метод мажоритарного резервирования. Существующие методы вводят весовые коэффициенты для каждого входного сигнала (пороговые элементы), предысторию и прочие адаптивные алгоритмы.
Мажоритарные элементы используются в цифровых высоконадёжных системах и устройствах, например, в системах резервирования, в помехоустойчивых телекоммуникационных системах.

## Применение в технике
Высоконадежный мажоритарный элемент использовался в счетверенной бортовой ЭВМ космического корабля "Буран": четыре одинаковые ЭВМ, запитанные от одного кварцевого генератора, работая по одинаковой программе, должны были выдавать одинаковые результаты на дискретных выходах управления. Если бы одна из этих ЭВМ в результате поломки или сбоя выдала команду, отличающуюся от "мнения" трех других, мажоритарный элемент не пропустил бы её как ошибочную.